# Heterokrómiás személyek listája
Ez a lista híres heterokrómiás személyek névsorát tartalmazza.

## Színészek
- Gracie Allen színésznő, humorista[1][2]
- Dan Aykroyd kanadai színész[3][4][5]

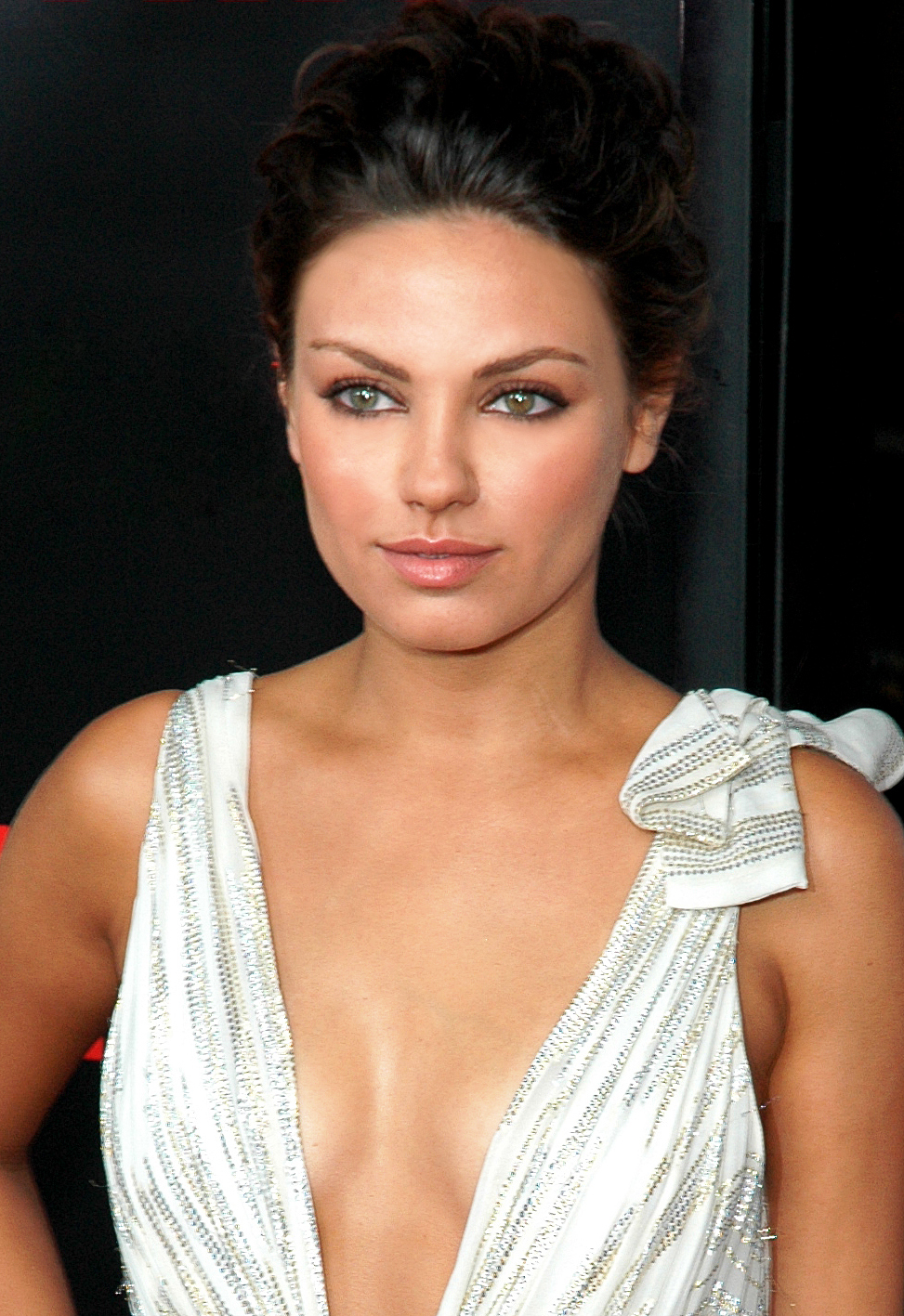
Mila Kunis

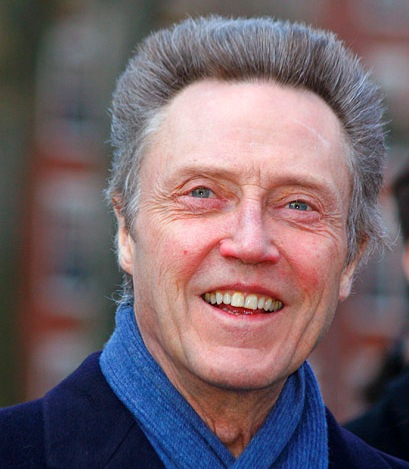
Christopher Walken

- Àstrid Bergès-Frisbey francia-spanyol színésznő[6]
- Elizabeth Berkley amerikai színésznő[7][3]
- Kate Bosworth amerikai színésznő[5][3][8]
- Henry Cavill brit színész[5][8]
- Garrett Clayton amerikai színész, énekes, táncos[9]
- Benedict Cumberbatch brit színész[10]
- Demi Moore amerikai színésznő[3]
- Robert Downey Jr. amerikai színész[7]
- Norma Eberhardt amerikai színésznő, modell[11]
- Alice Eve brit színésznő[8][12]
- Alyson Hannigan amerikai színésznő[7]
- Josh Henderson amerikai színész[3][8][13]
- Liam James kanadai színész[14]
- Mila Kunis amerikai színésznő[5][8][3]
- Jonathan Rhys Meyers ír színész[3][5]
- Colleen Moore amerikai némafilm-színésznő[15]
- Simon Pegg brit színész[5][8]
- Joe Pesci amerikai színész[7]
- Jane Seymour brit-amerikai színésznő[3][4][5][8][16]
- Dominic Sherwood brit színész, modell, zenész[17]
- Kiefer Sutherland kanadai színész[3][5][18]
- Christopher Walken amerikai színész[5][19]
- Olivia Wilde amerikai színésznő[7]
- Klaus Jürgen Wussow német színész

## Sportolók

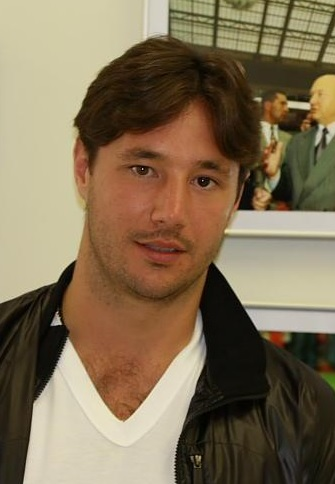
Ilja Kovalcsuk

- Shawn Horcoff kanadai jégkorongozó[20]
- Oded Kattash izraeli kosárlabdázó[21]
- Ilja Kovalcsuk orosz jégkorongozó[22]
- Jens Pulver amerikai ökölvívó[23][24]
- Max Scherzer amerikai baseball-játékos[25]
- Michael Schwimer amerikai baseball-játékos[7]
- Shane Warne ausztrál krikettjátékos[26]
- Hosszú Katinka magyar úszó

## Írók és költők
- Les Murray ausztrál költő[27]
- Pacho O'Donnell argentin író[28]

## Táncosok
- Michael Flatley ír táncos[5][29]

## Zenészek és énekesek
- David Bowie angol énekes, zenészről elterjedt, hogy különböző színűek a szemei,[30][31] valójában azonban nála nem heterokrómiáról, hanem egy folyamatosan kitágult pupilláról van szó, amely fiatalkori sérülés eredménye. Ezt az állapotot anizokóriának nevezik.[5][18]
- Tim McIlrath amerikai rockzenész[32]

## Politikusok és államfők
- Nagy Sándor makedón király[5][33]
- I. Anasztasziosz bizánci császár[33][34]
- Harry M. Daugherty amerikai republikánus politikus[35]

## Tudósok
- Louis Émile Javal francia szemorvos[36]

## Egyéb
- David Headley (más néven: Daúd Szájed Gilani) pakisztáni származású amerikai terrorista[37]